# Ruisseau d'Alembre

Le ruisseau d'Alembre est un ruisseau français du département de la Corrèze, affluent rive gauche de la Vézère et sous-affluent de la Dordogne.

## Géographie
Le ruisseau d'Alembre est connu selon le Sandre, comme un seul cours d'eau qui prend d'abord naissance dans le massif des Monédières sous le nom de ruisseau Galingard à près de 810 mètres d'altitude, au nord du col des Géants sur la commune de Veix. Il marque très brièvement la limite entre les communes de Veix et Pradines, revient sur Veix puis sert de limite entre Veix et Lestards. 
Il passe au sud-ouest du village de Lestards et continue sous le nom de ruisseau du Moulin puis sous celui de ruisseau d'Alembre. 
Il rejoint la Vézère en rive gauche vers 470 mètres d'altitude, en aval du moulin de Boisse, à près d'un kilomètre au nord-est du bourg de Treignac.
L'ensemble des trois ruisseaux forme un cours de 11,1 kilomètres de long. La totalité de leur parcours s'effectue sur le territoire du parc naturel régional de Millevaches en Limousin.

### Affluents
Le ruisseau d'Alembre comporte cinq affluents répertoriés par le Sandre, le plus long avec 5,5 kilomètres étant le ruisseau des Monédières en rive gauche.

### Communes et cantons traversés
Les quatre communes traversées,  se répartissent entre le canton de Bugeat (Pradines et Lestards) et celui de Treignac (Veix et Treignac).